# 信学会ゼミナール
信学会ゼミナール（しんがくかいゼミナール）は、長野県にある小・中・高校生のための学習塾。経営母体は学校法人信学会。いずみ家庭教師塾、個別指導塾まつがくとならぶ長野県最大規模の学習塾の1つである。主に中学受験・高校受験・大学受験学習指導に力を入れている。長野県最大規模の学力テスト「長野県高校入試学力テスト」や「中1・中2学力確認テスト」、「小4・小5・小6学力確認テスト」の実施、長期休みには「春期講習」「夏期講習」「冬期講習」が開講される。学力テストは信学会オリジナルのものを使用している。（高校生コースを除く）

## コース

### 小学生コース
- 小4・5・6
  - 中学受験コース(一部の校舎でのみ開講)
  - 教科書マスターコース
  - 小学英語コース
- 小1〜3
  - のびのび教室

### 中学生コース（中1・2）
- 英数マスターコース

　（ハイレベル（応用）クラス／スタンダード（基礎〜標準）クラス）

### 中学生コース（中3）
- 英数マスターコース

　（アカデミー（発展）クラス／ハイレベル（応用）クラス／スタンダード（基礎〜標準）クラス）
- 土曜特訓（5教科）

### 高校生コース
- 大学受験対策のグリーンコース設置（一部の校舎）。
- 一部の高校の授業対策。
- グリーンコースは駿台予備学校提携。テキストは駿台。
- 模試、講習会は長野予備学校・信州予備学校・上田予備学校で受講。
- 校舎ごと開講講座が異なる。

## 校舎
★はグリーンクラス開講校舎、☆は中学受験コース開講校舎
- ゼミナール中野校
- ゼミナール須坂駅前校★
- ゼミナール長野北本校☆
- ゼミナール県庁前校（長野予備学校）★☆
- ゼミナール長野駅東口校
- ゼミナール青木島校
- ゼミナール篠ノ井駅前校★☆
- ゼミナール松代校
- ゼミナール屋代駅前校☆
- ゼミナール戸倉校
- ゼミナール上田駅前校（上田予備学校）★☆
- ゼミナール小諸校
- 長聖ゼミ☆
- ゼミナール岩村田駅前校★
- ゼミナール中込駅前校★
- ゼミナール松本駅前校（信州予備学校）★☆
- ゼミナール南松本校
- ゼミナール穂高校
- ゼミナール茅野駅前校★☆